# Lijst van afleveringen van Law & Order: Criminal Intent
Dit is een lijst met afleveringen van de Amerikaanse televisieserie Law & Order: Criminal Intent. De serie liep oorspronkelijk van 30 september 2001 tot en met 26 juni 2011. In die periode werden 195 afleveringen uitgezonden verdeeld over tien seizoenen. Een overzicht van alle afleveringen is hieronder te vinden.

## Seizoen 1 (2001-2002)
| nr. in serie | nr. in seizoen | Titel               | Regisseur            | Schrijver(s)                       | Uitzenddatum      |
| ------------ | -------------- | ------------------- | -------------------- | ---------------------------------- | ----------------- |
| 1            | 1              | One                 | Jean de Segonzac     | Dick Wolf                          | 30 september 2001 |
| 2            | 2              | Art                 | David Platt          | Elizabeth M. Cosin                 | 7 oktober 2001    |
| 3            | 3              | Smothered           | Michael Fields       | Marlane Gomard Meyer               | 14 oktober 2001   |
| 4            | 4              | The Faithful        | Constantine Makris   | Stephanie Sengupta                 | 17 oktober 2001   |
| 5            | 5              | Jones               | Frank Prinzi         | Geoffrey Neigher & René Balcer     | 21 oktober 2001   |
| 6            | 6              | The Extra Man       | Jean de Segonzac     | Marlane Gomard Meyer               | 28 oktober 2001   |
| 7            | 7              | Poison              | Gloria Muzio         | Stephanie Sengupta                 | 11 november 2001  |
| 8            | 8              | The Pardoner's Tale | Steve Shill          | Theresa Rebeck                     | 18 november 2001  |
| 9            | 9              | The Good Doctor     | Constantine Makris   | Geoffrey Neigher                   | 25 november 2001  |
| 10           | 10             | Enemy Within        | John David Coles     | David Black                        | 9 december 2001   |
| 11           | 11             | The Third Horseman  | Constantine Makris   | René Balcer                        | 6 januari 2002    |
| 12           | 12             | Crazy               | Steve Shill          | René Balcer                        | 13 januari 2002   |
| 13           | 13             | The Insider         | Jan Egleson          | Elizabeth M. Cosin                 | 27 januari 2002   |
| 14           | 14             | Homo Homini Lupis   | David Platt          | René Balcer                        | 3 maart 2002      |
| 15           | 15             | Semi-Professional   | Gloria Muzio         | Stephanie Sengupta & René Balcer   | 10 maart 2002     |
| 16           | 16             | Phantom             | Juan José Campanella | Marlane Gomard Meyer & René Balcer | 17 maart 2002     |
| 17           | 17             | Seizure             | Michael Fields       | Hall Powell & René Balcer          | 31 maart 2002     |
| 18           | 18             | Yesterday           | Jean de Segonzac     | Theresa Rebeck & René Balcer       | 14 april 2002     |
| 19           | 19             | Maledictus          | Frank Prinzi         | Stephanie Sengupta & René Balcer   | 21 april 2002     |
| 20           | 20             | Badge               | Constantine Makris   | Marlane Gomard Meyer & René Balcer | 28 april 2002     |
| 21           | 21             | Faith               | Ed Sherin            | Theresa Rebeck & René Balcer       | 28 april 2002     |
| 22           | 22             | Tuxedo Hill         | Steve Shill          | René Balcer                        | 10 mei 2002       |

## Seizoen 2 (2002-2003)
| nr. in serie | nr. in seizoen | Titel                | Regisseur                           | Schrijver(s)                            | Uitzenddatum      |
| ------------ | -------------- | -------------------- | ----------------------------------- | --------------------------------------- | ----------------- |
| 23           | 1              | Dead                 | Darnell Martin                      | René Balcer & Stephanie Sengupta        | 29 september 2002 |
| 24           | 2              | Bright Boy           | Frank Prinzi                        | René Balcer & Marlane Gomard Meyer      | 6 oktober 2002    |
| 25           | 3              | Anti-Thesis          | Adam Bernstein                      | René Balcer & Eric Overmyer & Dick Wolf | 13 oktober 2002   |
| 26           | 4              | Best Defense         | Gloria Muzio                        | René Balcer & Elizabeth M. Cosin        | 20 oktober 2002   |
| 27           | 5              | Chinoiserie          | David Platt                         | René Balcer & B. Mason                  | 27 oktober 2002   |
| 28           | 6              | Malignant            | Frank Prinzi & Juan José Campanella | René Balcer & Michael S. Chernuchin     | 3 november 2002   |
| 29           | 7              | Tomorrow             | Don Scardino                        | René Balcer & Stephanie Sengupta        | 10 november 2002  |
| 30           | 8              | The Pilgrim          | Darnell Martin                      | René Balcer & Marlane Gomard Meyer      | 17 november 2002  |
| 31           | 9              | Shandeh              | Steve Shill                         | René Balcer                             | 1 december 2002   |
| 32           | 10             | Con-Text             | Alex Zakrzewski                     | René Balcer & Gerry Conway              | 5 januari 2003    |
| 33           | 11             | Baggage              | Constantine Makris                  | Theresa Rebeck & René Balcer            | 12 januari 2003   |
| 34           | 12             | Suite Sorrow         | Jean de Segonzac                    | René Balcer & Warren Leight             | 2 februari 2003   |
| 35           | 13             | See Me               | Steve Shill                         | René Balcer & Jim Sterling              | 9 februari 2003   |
| 36           | 14             | Probability          | Frank Prinzi                        | René Balcer & Gerry Conway              | 16 februari 2003  |
| 37           | 15             | Monster              | Joyce Chopra                        | René Balcer & Marlane Gomard Meyer      | 2 maart 2003      |
| 38           | 16             | Cuba Libre           | Darnell Martin                      | René Balcer & Warren Leight             | 9 maart 2003      |
| 39           | 17             | Cold Comfort         | Constantine Makris                  | René Balcer & Stephanie Sengupta        | 30 maart 2003     |
| 40           | 18             | Legion               | Steve Shill & Frank Prinzi          | Theresa Rebeck & René Balcer            | 6 april 2003      |
| 41           | 19             | Cherry Red           | Frank Prinzi                        | René Balcer & Jim Sterling              | 27 april 2003     |
| 42           | 20             | Blink                | Don Scardino                        | René Balcer & Gerry Conway              | 4 mei 2003        |
| 43           | 21             | Graansha             | Darnell Martin                      | René Balcer & Joe Gannon                | 11 mei 2003       |
| 44           | 22             | Zoonotic             | Don Scardino                        | René Balcer & Warren Leight             | 18 mei 2003       |
| 45           | 23             | A Person of Interest | Frank Prinzi                        | René Balcer & Warren Leight             | 18 mei 2003       |

## Seizoen 3 (2003-2004)
| nr. in serie | nr. in seizoen | Titel               | Regisseur                       | Schrijver(s)                     | Uitzenddatum      |
| ------------ | -------------- | ------------------- | ------------------------------- | -------------------------------- | ----------------- |
| 46           | 1              | Undaunted Mettle    | Steve Shill                     | Stephanie Sengupta & René Balcer | 28 september 2003 |
| 47           | 2              | Gemini              | Frank Prinzi                    | Jim Sterling & René Balcer       | 5 oktober 2003    |
| 48           | 3              | The Gift            | Alex Zakrzewski                 | Marlene Meyer & René Balcer      | 12 oktober 2003   |
| 49           | 4              | But Not Forgotten   | Constantine Makris              | Gerry Conway & René Balcer       | 19 oktober 2003   |
| 50           | 5              | Pravda              | Alex Zakrzewski                 | Warren Leight & René Balcer      | 19 oktober 2003   |
| 51           | 6              | Stray               | Frank Prinzi                    | Elizabeth Benjamin & René Balcer | 2 november 2003   |
| 52           | 7              | A Murderer Among Us | Steve Shill                     | Diana Son & René Balcer          | 9 november 2003   |
| 53           | 8              | Sound Bodies        | Jean de Segonzac & Frank Prinzi | René Balcer                      | 16 november 2003  |
| 54           | 9              | Happy Family        | Frank Prinzi                    | Marlene Meyer & René Balcer      | 23 november 2003  |
| 55           | 10             | F.P.S.              | Darnell Martin                  | Gerry Conway & René Balcer       | 4 januari 2004    |
| 56           | 11             | Mad Hops            | Christopher Swartout            | Jim Sterling & René Balcer       | 11 januari 2004   |
| 57           | 12             | Unrequited          | Jean de Segonzac                | Stephanie Sengupta & René Balcer | 18 januari 2004   |
| 58           | 13             | Pas de Deux         | Frank Prinzi                    | Warren Leight & René Balcer      | 15 februari 2004  |
| 59           | 14             | Mis-Labeled         | Joyce Chopra                    | Elizabeth Benjamin & René Balcer | 22 februari 2004  |
| 60           | 15             | Shrink-Wrapped      | Jean de Segonzac                | Diana Son & René Balcer          | 7 maart 2004      |
| 61           | 16             | The Saint           | Frank Prinzi                    | Marlene Meyer & René Balcer      | 14 maart 2004     |
| 62           | 17             | Conscience          | Alex Chapple                    | Gerry Conway & René Balcer       | 28 maart 2004     |
| 63           | 18             | Ill-Bred            | Steve Shill                     | Jim Sterling & René Balcer       | 18 april 2004     |
| 64           | 19             | Fico di Capo        | Alex Zakrzewski                 | Stephanie Sengupta & René Balcer | 9 mei 2004        |
| 65           | 20             | D.A.W.              | Frank Prinzi                    | René Balcer & Warren Leight      | 16 mei 2004       |
| 66           | 21             | Consumed            | Steve Shill                     | Warren Leight & René Balcer      | 23 mei 2004       |

## Seizoen 4 (2004-2005)
| nr. in serie | nr. in seizoen | Titel                     | Regisseur            | Schrijver(s)                                | Uitzenddatum      |
| ------------ | -------------- | ------------------------- | -------------------- | ------------------------------------------- | ----------------- |
| 67           | 1              | Semi-Detached             | Frank Prinzi         | Gerry Conway & René Balcer                  | 26 september 2004 |
| 68           | 2              | The Posthumous Collection | Jean de Segonzac     | Marlane Meyer & René Balcer                 | 3 oktober 2004    |
| 69           | 3              | Want                      | Frank Prinzi         | Elizabeth Benjamin & René Balcer            | 10 oktober 2004   |
| 70           | 4              | Great Barrier             | Frank Prinzi         | Diana Son & René Balcer                     | 17 oktober 2004   |
| 71           | 5              | Eosphoros                 | Alex Zakrzewski      | René Balcer                                 | 24 oktober 2004   |
| 72           | 6              | In the Dark               | Alex Chapple         | Jim Sterling & René Balcer                  | 31 oktober 2004   |
| 73           | 7              | Magnificat                | Frank Prinzi         | Diana Son & René Balcer                     | 7 november 2004   |
| 74           | 8              | Silver Lining             | Kevin Dowling        | Marlane Meyer & René Balcer                 | 14 november 2004  |
| 75           | 9              | Inert Dwarf               | Alex Chapple         | Warren Leight & René Balcer                 | 21 november 2004  |
| 76           | 10             | View from up Here         | Alex Chapple         | Jim Sterling & René Balcer                  | 2 januari 2005    |
| 77           | 11             | Gone                      | Christopher Swartout | Stephanie Sengupta & René Balcer            | 9 januari 2005    |
| 78           | 12             | Collective                | Frank Prinzi         | Gerry Conway & René Balcer                  | 30 januari 2005   |
| 79           | 13             | Stress Position           | Frank Prinzi         | Charlie Rubin & Warren Leight & René Balcer | 13 februari 2005  |
| 80           | 14             | Sex Club                  | Alex Chapple         | Elizabeth Benjamin & René Balcer            | 20 februari 2005  |
| 81           | 15             | Death Roe                 | Rick Wallace         | Warren Leight & René Balcer                 | 13 maart 2005     |
| 82           | 16             | Ex Stasis                 | Bill L. Norton       | Diana Son & René Balcer                     | 20 maart 2005     |
| 83           | 17             | Shibboleth                | Darnell Martin       | Stephanie Sengupta & René Balcer            | 27 maart 2005     |
| 84           | 18             | The Good Child            | Jean de Segonzac     | Marlane Meyer & René Balcer                 | 3 april 2005      |
| 85           | 19             | Beast                     | Frank Prinzi         | Gina Gionfriddo & René Balcer               | 10 april 2005     |
| 86           | 20             | No Exit                   | Jean de Segonzac     | Gerry Conway & René Balcer                  | 1 mei 2005        |
| 87           | 21             | The Unblinking Eye        | Frank Prinzi         | Jim Sterling & René Balcer                  | 8 mei 2005        |
| 88           | 22             | My Good Name              | Alex Zakrzewski      | Warren Leight & René Balcer                 | 15 mei 2005       |
| 89           | 23             | False-Hearted Judges      | Jean de Segonzac     | Diana Son & René Balcer                     | 25 mei 2005       |

## Seizoen 5 (2005-2006)
| nr. in serie | nr. in seizoen | Titel                           | Regisseur            | Schrijver(s)                                | Uitzenddatum      |
| ------------ | -------------- | ------------------------------- | -------------------- | ------------------------------------------- | ----------------- |
| 90           | 1              | Grow                            | Frank Prinzi         | Marlane Gomard Meyer & René Balcer          | 25 september 2005 |
| 91           | 2              | Diamond Dogs                    | Norberto Barba       | Warren Leight & Charlie Rubin & René Balcer | 2 oktober 2005    |
| 92           | 3              | Prisoner                        | Rick Wallace         | Gina Gionfriddo & René Balcer               | 9 oktober 2005    |
| 93           | 4              | Unchained                       | Alex Zakrzewski      | Stephanie Sengupta & René Balcer            | 16 oktober 2005   |
| 94           | 5              | Acts of Contrition              | Frank Prinzi         | Warren Leight & René Balcer                 | 23 oktober 2005   |
| 95           | 6              | In the Wee Small Hours (Deel 1) | Jean de Segonzac     | Stephanie Sengupta & René Balcer            | 6 november 2005   |
| 96           | 7              | In the Wee Small Hours (Deel 2) | Jean de Segonzac     | Stephanie Sengupta & René Balcer            | 6 november 2005   |
| 97           | 8              | Saving Face                     | Rick Wallace         | Gerry Conway & René Balcer                  | 27 november 2005  |
| 98           | 9              | Scared Crazy                    | Marisol Torres       | Diana Son & René Balcer                     | 4 december 2005   |
| 99           | 10             | Dollhouse                       | Frank Prinzi         | Gina Gionfriddo & René Balcer               | 8 januari 2006    |
| 100          | 11             | Slither                         | Bill L. Norton       | Marlane Gomard Meyer & René Balcer          | 15 januari 2006   |
| 101          | 12             | Watch                           | Alex Chapple         | Charlie Rubin & René Balcer                 | 22 januari 2006   |
| 102          | 13             | Proud Flesh                     | Frank Prinzi         | Warren Leight & René Balcer                 | 12 maart 2006     |
| 103          | 14             | Wasichu                         | Christopher Swartout | Diana Son & René Balcer                     | 19 maart 2006     |
| 104          | 15             | Wrongful Life                   | Darnell Martin       | Gerry Conway & René Balcer                  | 26 maart 2006     |
| 105          | 16             | Dramma Giocoso                  | John David Coles     | Stephanie Sengupta & René Balcer            | 9 april 2006      |
| 106          | 17             | Vacancy                         | Jean de Segonzac     | Gina Gionfriddo & René Balcer               | 16 april 2006     |
| 107          | 18             | The Healer                      | Frank Prinzi         | Marlane Gomard Meyer & René Balcer          | 23 april 2006     |
| 108          | 19             | Cruise to Nowhere               | Marisol Torres       | Warren Leight & René Balcer                 | 30 april 2006     |
| 109          | 20             | To the Bone                     | Jean de Segonzac     | Warren Leight & Charlie Rubin & René Balcer | 7 mei 2006        |
| 110          | 21             | On Fire                         | Frank Prinzi         | Diana Son & René Balcer                     | 14 mei 2006       |
| 111          | 22             | The Good                        | Christopher Swartout | Gerry Conway & René Balcer                  | 14 mei 2006       |

## Seizoen 6 (2006-2007)
| nr. in serie | nr. in seizoen | Titel             | Regisseur                           | Schrijver(s)                                          | Uitzenddatum      |
| ------------ | -------------- | ----------------- | ----------------------------------- | ----------------------------------------------------- | ----------------- |
| 112          | 1              | Blind Spot        | Norberto Barba                      | Charlie Rubin & Warren Leight                         | 19 september 2006 |
| 113          | 2              | Tru Love          | Norberto Barba                      | Diana Son & Warren Leight                             | 26 september 2006 |
| 114          | 3              | Siren Call        | Frank Prinzi                        | Julie Martin & Warren Leight                          | 3 oktober 2006    |
| 115          | 4              | Maltese Cross     | Jim McKay                           | Jacquelyn Reingold                                    | 10 oktober 2006   |
| 116          | 5              | Bedfellows        | Frank Prinzi                        | Julie Martin & Stephanie Sengupta & Warren Leight     | 17 oktober 2006   |
| 117          | 6              | Masquerade        | Christine Moore                     | Gina Gionfriddo & Warren Leight                       | 31 oktober 2006   |
| 118          | 7              | Country Crossover | Bill L. Norton                      | Gina Gionfriddo & Warren Leight                       | 7 november 2006   |
| 119          | 8              | The War at Home   | Darnell Martin                      | Julie Martin & Diana Son & Warren Leight              | 14 november 2006  |
| 120          | 9              | Blasters'         | Constantine Makris                  | Charlie Rubin & Warren Leight                         | 21 november 2006  |
| 121          | 10             | Weeping Willow    | Tom DiCillo                         | Stephanie Sengupta & Warren Leight                    | 28 november 2006  |
| 122          | 11             | World's Fair      | Steve Shill                         | Julie Martin & Jacquelyn Rheingold & Warren Leight    | 2 januari 2007    |
| 123          | 12             | Privilege         | Jean de Segonzac                    | Warren Leight & Julie Martin & Siobhan Byrne O'Connor | 9 januari 2007    |
| 124          | 13             | Albatross         | Frank Prinzi                        | Marsha Norman & Warren Leight                         | 6 februari 2007   |
| 125          | 14             | Flipped           | Jim McKay                           | Charles Kipps & Warren Leight                         | 13 februari 2007  |
| 126          | 15             | Brother's Keeper  | Ken Girotti                         | Marsha Norman & Warren Leight                         | 20 februari 2007  |
| 127          | 16             | 30                | Andrei Belgrader & Jean de Segonzac | Charlie Rubin & Warren Leight                         | 27 februari 2007  |
| 128          | 17             | Players           | Tom DiCillo                         | Peter Blauner & Warren Leight                         | 27 maart 2007     |
| 129          | 18             | Silencer          | Dean White                          | Marygrace O'Shea & Warren Leight                      | 3 april 2007      |
| 130          | 19             | Rocket Man        | Michael Smith                       | Julie Martin & Siobhan Bryne O'Connor & Warren Leight | 1 mei 2007        |
| 131          | 20             | Bombshell         | Darnell Martin                      | Julie Martin & Warren Leight                          | 8 mei 2007        |
| 132          | 21             | Endgame           | Jean de Segonzac                    | Kate Rorick & Warren Leight                           | 14 mei 2007       |
| 133          | 22             | Renewal           | Norberto Barba                      | Jacquelyn Reingold & Warren Leight                    | 21 mei 2007       |

## Seizoen 7 (2007-2008)
| nr. in serie | nr. in seizoen | Titel                                                                                 | Regisseur          | Schrijver(s)                                      | Uitzenddatum     |
| ------------ | -------------- | ------------------------------------------------------------------------------------- | ------------------ | ------------------------------------------------- | ---------------- |
| 134          | 1              | Amends                                                                                | Jesús S. Treviño   | Warren Leight & Siobhan Byrne O'Connor            | 4 oktober 2007   |
| 135          | 2              | Seeds                                                                                 | Jean de Segonzac   | Warren Leight & Peter Blauner                     | 11 oktober 2007  |
| 136          | 3              | Smile                                                                                 | Michael Smith      | Warren Leight & Charlie Rubin                     | 18 oktober 2007  |
| 137          | 4              | Lonelyville                                                                           | Constantine Makris | Warren Leight & Julie Martin & Jacquelyn Reingold | 25 oktober 2007  |
| 138          | 5              | Depths                                                                                | Norberto Barba     | Warren Leight & Julie Martin & Diana Son          | 1 november 2007  |
| 139          | 6              | Courtship                                                                             | Jean de Segonzac   | Warren Leight & Julie Martin                      | 8 november 2007  |
| 140          | 7              | Self-Made                                                                             | Ken Girotti        | Warren Leight & Jerome Hairston                   | 15 november 2007 |
| 141          | 8              | Offense                                                                               | Tom DiCillo        | Julie Martin & Kate Rorick                        | 29 november 2007 |
| 142          | 9              | Untethered'                                                                           | Ken Girotti        | Warren Leight & Charlie Rubin & Diana Son         | 6 december 2007  |
| 143          | 10             | Senseless                                                                             | Jean de Segonzac   | Warren Leight & Siobhan Byrne O'Connor            | 13 december 2007 |
| 144          | 11             | Purgatory                                                                             | Jesús S. Treviño   | Warren Leight & Siobhan Byrne O'Connor            | 8 juni 2008      |
| 145          | 12             | Contract                                                                              | Jonathan Herron    | Warren Leight & Peter Blauner                     | 15 juni 2008     |
| 146          | 13             | Betrayed                                                                              | Michael Smith      | Warren Leight & Charlie Rubin                     | 22 juni 2008     |
| 147          | 14             | Assassin                                                                              | Norberto Barba     | Warren Leight & Julie Martin                      | 29 juni 2008     |
| 148          | 15             | Please Note We Are No Longer Accepting Letters of Recommendation from Henry Kissinger | Kevin Bray         | Warren Leight & Marygrace O'Shea                  | 6 juli 2008      |
| 149          | 16             | Reunion                                                                               | Jean de Segonzac   | Warren Leight & Jacquelyn Reingold                | 13 juli 2008     |
| 150          | 17             | Vanishing Act                                                                         | Peter Werner       | Warren Leight & Jerome Hairston                   | 20 juli 2008     |
| 151          | 18             | Ten Count                                                                             | Alex Chapple       | Warren Leight & Julie Martin                      | 27 juli 2008     |
| 152          | 19             | Legacy                                                                                | Betty Kaplan       | Warren Leight & Alan Kingsberg                    | 3 augustus 2008  |
| 153          | 20             | Neighborhood Watch                                                                    | Kevin Bray         | Warren Leight & Eric Overmyer                     | 10 augustus 2008 |
| 154          | 21             | Last Rites                                                                            | Tom DiCillo        | Warren Leight & Peter Blauner                     | 17 augustus 2008 |
| 155          | 22             | Frame                                                                                 | Norberto Barba     | Warren Leight                                     | 24 augustus 2008 |

## Seizoen 8 (2009)
| nr. in serie | nr. in seizoen | Titel                 | Regisseur        | Schrijver(s)                    | Uitzenddatum    |
| ------------ | -------------- | --------------------- | ---------------- | ------------------------------- | --------------- |
| 156          | 1              | Playing Dead          | Michael Smith    | Antoinette Stella               | 19 april 2009   |
| 157          | 2              | Rock Star             | Bill D'Elia      | Ed Zuckerman                    | 26 april 2009   |
| 158          | 3              | Identity Crisis       | Michael Smith    | Pamela Wechsler                 | 3 mei 2009      |
| 159          | 4              | In Treatment          | Jean de Segonzac | Timothy J. Lea                  | 10 mei 2009     |
| 160          | 5              | Faithfully            | Jean de Segonzac | Antoinette Stella               | 17 mei 2009     |
| 161          | 6              | Astoria Helen         | Norberto Barba   | Timothy J. Lea                  | 31 mei 2009     |
| 162          | 7              | Folie à Deux          | David Manson     | Michael S. Chernuchin           | 7 juni 2009     |
| 163          | 8              | The Glory That Was... | Norberto Barba   | Robert Nathan                   | 14 juni 2009    |
| 164          | 9              | Family Values         | Jean de Segonzac | Walon Green & Antoinette Stella | 21 juni 2009    |
| 165          | 10             | Salome in Manhattan   | Steve Shill      | Andrew Lipsitz                  | 28 juni 2009    |
| 166          | 11             | Lady's Man            | Ken Girotti      | Michael S. Chernuchin           | 28 juni 2009    |
| 167          | 12             | Passion               | Jonathan Herron  | Michael S. Chernuchin           | 12 juli 2009    |
| 168          | 13             | All In                | David Manson     | Pamela Wechsler                 | 19 juli 2009    |
| 169          | 14             | Major Case            | Chris Zalla      | Andrew Lipsitz                  | 26 juli 2009    |
| 170          | 15             | Alpha Dog             | Norberto Barba   | Walon Green                     | 2 augustus 2009 |
| 171          | 16             | Revolution            | John David Coles | Michael S. Chernuchin           | 9 augustus 2009 |

## Seizoen 9 (2010)
| nr. in serie | nr. in seizoen | Titel                        | Regisseur        | Schrijver(s)                      | Uitzenddatum  |
| ------------ | -------------- | ---------------------------- | ---------------- | --------------------------------- | ------------- |
| 172          | 1              | Loyalty: Deel 1              | Jean de Segonzac | Walon Green                       | 30 maart 2010 |
| 173          | 2              | Loyalty: Deel 2              | Jean de Segonzac | Barbara Hall                      | 6 april 2010  |
| 174          | 3              | Broad Channel                | Omar Madha       | Mark Malone                       | 13 april 2010 |
| 175          | 4              | Delicate                     | Tom DiCillo      | Nicole Mirante-Matthews           | 20 april 2010 |
| 176          | 5              | Gods & Insects               | Jonathan Herron  | Ted Sullivan                      | 27 april 2010 |
| 177          | 6              | Abel & Willing               | Kevin Bray       | Michael Angeli                    | 4 mei 2010    |
| 178          | 7              | Love Sick                    | Jim Hayman       | Nicole Mirante-Matthews           | 11 mei 2010   |
| 179          | 8              | Love on Ice                  | Ken Girotti      | David Klass & James Sadwith       | 18 mei 2010   |
| 180          | 9              | Traffic                      | Chris Zalla      | Antoniette Stella                 | 25 mei 2010   |
| 181          | 10             | Disciple                     | Christine Moore  | Walon Green & Michael Angeli      | 1 juni 2010   |
| 182          | 11             | Lost Children of the Blood   | John David Coles | Christine Bailey                  | 8 juni 2010   |
| 183          | 12             | True Legacy                  | Yon Motskin      | Antoinette Stella                 | 15 juni 2010  |
| 184          | 13             | The Mobster Will See You Now | Jean de Segonzac | Michael Angeli                    | 22 juni 2010  |
| 185          | 14             | Palimpsest                   | Darnell Martin   | Mark Malone                       | 29 juni 2010  |
| 186          | 15             | Inhumane Society             | Michael Smith    | Courtney Parker & Geoffrey Thorne | 6 juli 2010   |
| 187          | 16             | Three-In-One                 | Arthur W. Forney | Walon Green & David Klass         | 6 juli 2010   |

## Seizoen 10 (2011)
| nr. in serie | nr. in seizoen | Titel                           | Regisseur        | Schrijver(s)                         | Uitzenddatum |
| ------------ | -------------- | ------------------------------- | ---------------- | ------------------------------------ | ------------ |
| 188          | 1              | Rispetto                        | Jean de Segonzac | Rick Eid                             | 1 mei 2011   |
| 189          | 2              | The Consoler                    | Michael Smith    | Chris Brancato                       | 8 mei 2011   |
| 190          | 3              | Boots on the Ground             | Jean de Segonzac | Marlane Gomard Meyer & Paul Eckstein | 15 mei 2011  |
| 191          | 4              | The Last Street in Manhattan    | Jean de Segonzac | Rick Eid                             | 22 mei 2011  |
| 192          | 5              | Trophy Wine                     | Michael Smith    | Warren Leight                        | 5 juni 2011  |
| 193          | 6              | Cadaver                         | Frank Prinzi     | Julie Martin                         | 12 juni 2011 |
| 194          | 7              | Icarus                          | Frank Prinzi     | Julie Martin                         | 19 juni 2011 |
| 195          | 8              | To the Boy in the Blue Knit Cap | Jean de Segonzac | Julie Martin & Chris Brancato        | 26 juni 2011 |